# Temp Winnica
Temp Winnica (ukr. Футбольний клуб «Темп» Вінниця, Futbolnyj Kłub "Temp" Winnycia)  - ukraiński klub piłkarski z siedzibą w Winnicy.

## Historia
Chronologia nazw:
- ???—...: Temp Winnica (ukr. «Темп» Вінниця)

Piłkarska drużyna Temp została założona w mieście Winnica.
W 1938 klub występował w rozgrywkach Pucharu ZSRR.
Potem jako drużyna amatorska występował w rozgrywkach lokalnych, dopóki nie został rozwiązany.

## Inne
- Dynamo Winnica
- Nywa Winnica
- Spartak Winnica